# Vertalen
Vertalen is het overzetten van een tekst van de ene naar de andere taal. Het resultaat hiervan is een vertaling. De taal van de oorspronkelijke tekst wordt de brontaal genoemd en de taal waarin vertaald wordt de doeltaal. 
Iemand die zich (professioneel) met het vertalen van geschreven tekst bezighoudt, noemt men een vertaler. Het vertalen van gesproken teksten gebeurt is het werkdomein van een tolk.

## Algemeen
Het maken van een vertaling gebeurt meestal door een moedertaalspreker (native speaker) van de doeltaal. Een moedertaalspreker heeft zich de taal spelenderwijs eigengemaakt op jonge leeftijd, waardoor deze de subtiele kenmerken van de doeltaal beter beheerst dan iemand die de taal op latere leeftijd heeft geleerd. De kennis van de doeltaal is daarbij het belangrijkste, hoewel de vertaler wel een brede kennis van de brontaal en de bijbehorende cultuur nodig heeft.
Het omzetten van teksten binnen dezelfde taal — bijvoorbeeld van oude Nederlandse teksten naar modern Nederlands — heet hertaling.
Een goede vertaling is een tekst die nauwkeurig weergeeft wat er stond in de oorspronkelijke taal en waaraan niet te merken is dat het een vertaling betreft. De doelgroep waarvoor vertaald moet worden speelt een rol bij de beslissingen die de vertaler moet nemen. Ook het medium is belangrijk: bij ondertiteling van een anderstalig programma moet er behalve vertaald ook meestal sterk ingekort worden. En een technische handleiding vraagt om een andere stijl dan een juridische tekst of een dagboekfragment.
Sommige woorden, uitdrukkingen, gezegden, metaforen staan erom bekend moeilijk vertaalbaar te zijn. Het Nederlandse woord 'gezelligheid' neemt men vaak als voorbeeld, omdat in andere talen geen volledig equivalent bestaat. Andere voorbeelden zijn de Oudgriekse woorden ἀγάπη (agapē), φιλία (philia) en ἔρως (erōs); deze vertaalt men doorgaans in het Nederlands alle drie met 'liefde', hoewel deze begrippen in het Oudgrieks elk een ander aspect van liefde uitdrukken en dus geen synoniemen zijn. Cultuurverschillen leiden ertoe dat bepaalde begrippen in de brontaal voor de doeltaalsprekers zonder extra uitleg niet te volgen zijn, de zogeheten realia. De vertaler moet in dit geval kiezen voor extra uitleg of een omschrijving.
Sinds de opkomst van de computer worden vertalingen steeds vaker gemaakt met hulp van een programma dat over een vertaalgeheugen beschikt, zoals Wordfast of Trados Studio.

## Vertalen vs. lokalisatie
Bij lokalisatie wordt bijvoorbeeld een product of softwarepakket niet alleen vertaald, maar ook aangepast aan cultuur en gebruiken van een bepaald gebied.

## Veelvoorkomende problemen bij het vertalen

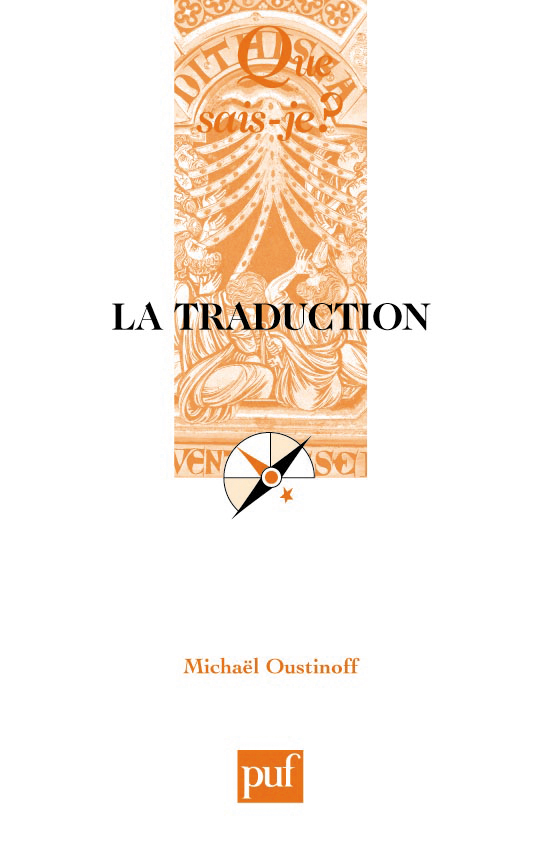
La traduction, paperback van Michaël Oustinoff (uit de collectie Que sais-je?)

### Ontleningen
Veel woorden uit de brontaal hebben in de doeltaal geen of slechts ten dele een equivalent. Er zijn ook woorden die de diverse betekenisniveaus niet geheel dekken. Bij het overzetten van een tekst in een doeltaal kan dan gebruik worden gemaakt van een "leenwoord". Dergelijke woorden kunnen aanvankelijk een vreemde indruk maken bij de lezer. Ook de frequentie van dit type woorden in een korte tekst kan bijdragen aan het taalvreemde karakter van een tekst als geheel. Afhankelijk van de frequentie waarin het woord gebruikt wordt zal de lezer op den duur een woord (helemaal) niet meer als vreemd ervaren.

### Compensatie
Soms heeft een woord in de brontaal een betekenis of connotatie die bij de vertaalmogelijkheden in de doeltaal ontbreekt. In deze situatie kan een vertaler de keuze maken het betekenisverschil te compenseren door een omschrijving te gebruiken of als uitleg een stukje tekst toe te voegen.
Het omgekeerde verschijnsel komt ook voor. In het Zweeds, Noors en Deens zijn farmor en farfar de oma en opa aan vaders zijde van de familie. De grootouders aan moeders kant heten mormor en morfar. Hier zal de vertaler elke keer dat een dergelijk woord voorkomt moeten wegen of hij de hele betekenis vertaalt of slechts de woorden opa en oma. De vertaalde tekst moet duidelijk zijn, terwijl er geen sprake mag zijn van een herhaling van eerder verstrekte informatie.

### Omschrijven
Woorden uit de brontaal die in de doeltaal helemaal niet voorkomen kunnen logischerwijs alleen omschreven worden. Een voorbeeld zijn de diverse Oudgriekse woorden voor "liefde". Het woord ἀγάπη (agapē) duidt op de geleide, beheerste, altruïstische vorm van liefde, terwijl φιλία (philia) meer op vriendschappelijke vorm duidt en ἔρως (erōs) ten slotte op de seksuele vorm.

## Poëzie, woordspelingen en beeldspraak
Poëzie levert vaak relatief meer problemen op bij het vertalen vanwege de ritmes en de rijmende woorden. Het rijmen kan vaak niet overgebracht worden zonder inhoudelijke wijzigingen, of in ieder geval wijziging die de betekenis (al dan niet subtiel) veranderen. Dit kan leiden tot een verlies van informatie of andere waardevolle elementen in de tekst. Ook speelt het aantal lettergrepen van een woord, regel of strofe een belangrijke rol en dat komt vaak niet overeen met de doeltaal.

## Iconisch gebruik
Sommige woorden blijven onvertaald, zoals bepaalde religieuze begrippen. Bijvoorbeeld amen en halleluja en Aum. Deze woorden functioneren als een icoon.

## Vertaalwetenschap
De vertaalwetenschap, in het Engels translation studies, is het interdisciplinair georiënteerde onderzoeksveld dat de systematische studie beoogt van allerlei vormen en functies van vertaling. Dat deze wetenschap een afzonderlijk vakgebied is geworden, met een eigen naam, wordt toegeschreven aan James Holmes.

## Economie
Volgens het Amerikaanse marktresearchbureau Fact.MR bedroeg de wereldmarkt voor alle taaldiensten samen (waaronder lokalisatie, vertalen en tolken maar ook taalcursussen en proeven) naar schatting 60,68 miljard dollar in 2022. Vertalen op zich is goed voor ongeveer een vijfde van dat bedrag.
Volgens loonwijzer.nl lag het maandsalaris van vertalers, tolken en andere taalkundigen in Nederland in 2024 tussen €1.869 en €3.993. De Belgische tegenhanger MijnSalaris.be geeft een vork tussen €2.107 en €4.535.